# Tony Conte
Pour les articles homonymes, voir Conte (homonymie).
Tony Conte (né le 13 décembre 1963 à Montréal) est un acteur qui a étudié le théâtre au conservatoire d'art dramatique de Québec, où il a obtenu son diplôme en 1993. La pièce de fin d'année était "Britannicus" de Jean Racine et il y tenait avec brio le rôle de Narcisse, le perfide conseiller de l'empereur Néron, machinant la chute d'Agrippine.
Tony a été accusé de trafic de stupéfiants le 30 octobre 2008 au Palais de justice de Montréal,. Le comédien et quatre présumés complices ont été appréhendés dans un hôtel de Montréal (Hôtel des Gouverneurs, Place Dupuis), où ils ont été piégés par des agents doubles. Les cinq hommes, qui voulaient apparemment acheter cinq kilos de cocaïne, font face à plusieurs chefs d'accusation. Ils avaient en leur possession un sac rempli de milliers de dollars canadiens. 
Les restaurants Mikes ont immédiatement retiré les publicités télévisées où Tony Conte apparaissait. Ce dernier a été condamné le 20 janvier 2012, à la suite d'un procès commencé en novembre 2011. Sa sentence est de 39 mois et 20 jours. Ses deux présumés complices dans l'affaire ont pour leur part choisi de plaider coupable et ont été condamnés à trois ans de prison.

## Filmographie
- 1996 : Virginie (série télévisée) : Pietro Curvo
- 1996 : Omertà ("Omerta, la loi du silence") (série télévisée) : Vincenzo Spadollinni (1996)
- 1996 : Urgence ("Urgence") (série télévisée) : Alex Lafleur (1997)
- 1998 : Nô : Policier #2
- 1999 : Omertà, le dernier des hommes d'honneur (série télévisée) : Vincenzo Spadollini
- 1999 : Matroni et moi : Jessie
- 1999 : Laura Cadieux... la suite
- 2000 : Méchant party : Gros Louis
- 2001 : Fortier (série télévisée) : Jerry Comeau
- 2002 : Québec-Montréal : Demers
- 2003 : The Last Chapter II: The War Continues (feuilleton TV) : Gilles
- 2003 : The Delicate Art of Parking : Jerome
- 2005 : Stealing God : M.. Anderson
- 2006 : La rage de l'ange : Le coyote
- 2007 : Nitro : Le policier
- 2012 : Liverpool : Séducteur Marco
- 2016 : Mensonges : Nino Casari
- 2017 : Les Pêcheurs : John Dow
- 2018 : Les Scènes fortuites de Guillaume Lambert : Carl, nouvel époux de Linda
- 2019 : Mon Fils: Roberto Pitti

## Discographie
- 2000 : Romances italiennes